# ورین بالا
ورین بالا روستایی در دهستان خورهه بخش مرکزی شهرستان محلات استان مرکزی ایران است.

## جمعیت
بر پایه سرشماری عمومی نفوس و مسکن در سال ۱۳۹۵ جمعیت این روستا ۱۹۵ نفر (۸۷خانوار) بوده‌است.